# Чичкин, Борис Степанович
Борис Степанович Чичкин — советский партийный деятель.

## Биография
Родился в 1923 году в Калуге.
Член ВКП(б) / КПСС с 1944 года.
В 1942 году окончил Калужский железнодорожный техникум.
Участник Великой Отечественной войны с октября 1942 года, связной стрелкового батальона. Награждён орденами Красной Звезды, Отечественной войны I степени, медалью «За боевые заслуги».
После демобилизации (1946) работал в Калуге в вагонном депо мастером, заместителем начальника, затем начальником. Заочно окончил Xарьковский институт железнодорожного транспорта.
С 1957 года работал на ответственных должностях в Калужском совнархозе.
В 1963-1965 — первый секретарь Кировского горкома КПСС (Калужская область).
С 1965 года — первый зам. председателя Калужского горисполкома. С 1967 года второй секретарь Калужского горкома КПСС.
С 1972 по 1984 год первый секретарь Калужского горкома КПСС. При нём было построено здание обкома партии и облисполкома на площади Ленина (сейчас — здание областной администрации).
С 1984 года на пенсии.
Делегат 25 и 26 съездов КПСС (1976, 1981).